# Anoploderomorpha izumii
Anoploderomorpha izumii är en skalbaggsart som först beskrevs av Mitono och Koichi Tamanuki 1939.  Anoploderomorpha izumii ingår i släktet Anoploderomorpha och familjen långhorningar.
Artens utbredningsområde är Taiwan. Inga underarter finns listade i Catalogue of Life.